# Afzelia exigua
Afzelia exigua là một loài ruồi trong họ Tachinidae.